# Michael Halliday
Michael Alexander Kirkwood Halliday (født 13. april 1925, død 15. april 2018) var en britisk lingvist, hvis karriere primært udspillede sig i Australien. 
Halliday var ophavsmand til Systemisk Funktionel Grammatik.